# Passalozetes californicus
Passalozetes californicus är en kvalsterart som beskrevs av Wallwork 1972. Passalozetes californicus ingår i släktet Passalozetes och familjen Passalozetidae.

## Underarter
Arten delas in i följande underarter:
- P. c. californicus
- P. c. orientalis